# Bãi Cỏ Mây
Bãi Cỏ Mây (có nơi ghi là bãi Cò Mây; tiếng Anh: Second Thomas Shoal; tiếng Filipino: Ayungin; tiếng Trung: 仁爱礁; bính âm: Rénài jiāo, Hán-Việt: Nhân Ái tiêu.) là một rạn san hô vòng thuộc cụm Bình Nguyên của quần đảo Trường Sa. Rạn vòng này nằm về phía đông nam của đá Vành Khăn và cách bãi Sa Bin 35 hải lý (64,8 km) về phía tây.
Bãi Cỏ Mây là đối tượng tranh chấp giữa Việt Nam, Đài Loan, Philippines và Trung Quốc. Hiện Philippines đang kiểm soát rạn vòng này và dùng xác tàu BRP Sierra Madre mắc cạn tại đây vào năm 1999 để làm chỗ đóng quân cho binh lính làm nhiệm vụ canh gác bãi Cỏ Mây.

## Đặc điểm
Rạn san hô Bãi Cỏ Mây có hình dạng giống củ cà rốt với chiều dài tính theo trục chính bắc-nam là 9 hải lý (16,7 km) và chiều rộng tối đa là 3 hải lý (5,6 km) ở gần đầu mút phía bắc. Diện tích của rạn vòng này vào khoảng 60 km².